# قائمة البعثات الدبلوماسية العراقية

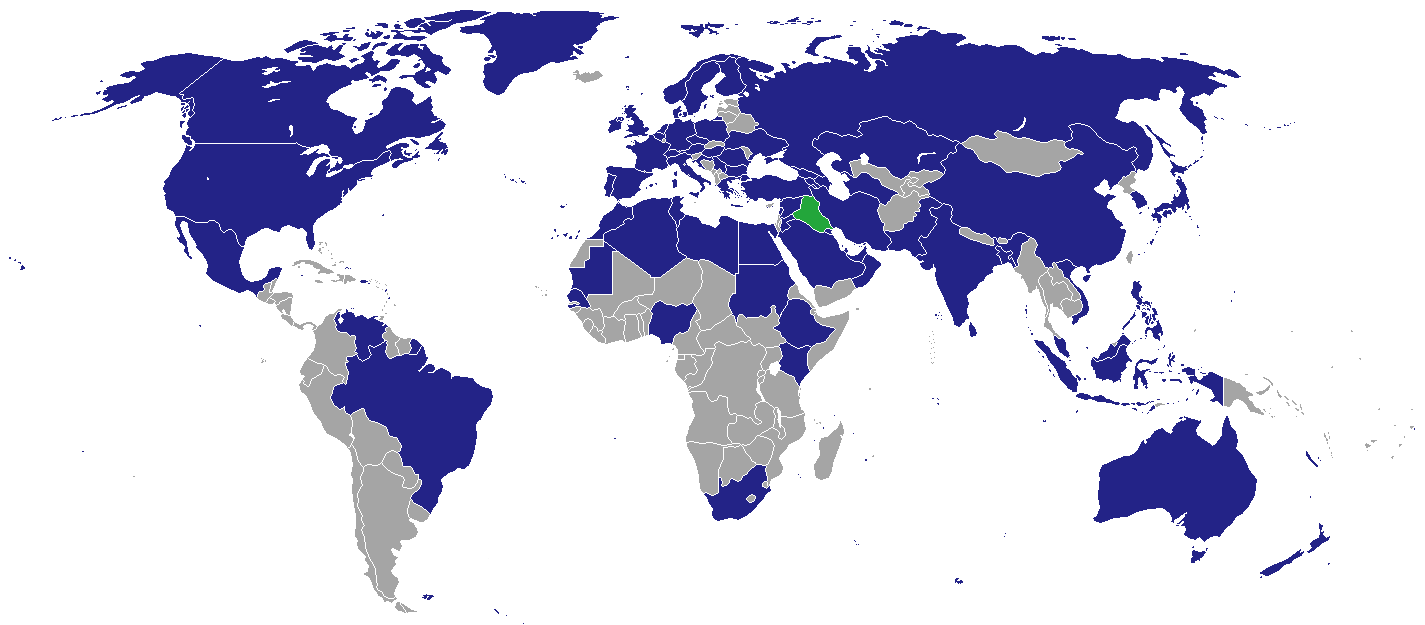
البعثات الدبلوماسية العراقية

هذه قائمة البعثات الدبلوماسية العراقية. العراق تحتفظ بشبكة من البعثات الدبلوماسية في الخارج. فتحت البلاد بعثاتها في واشنطن ولندن وطهران وعواصم دول أخرى كانت سابقاً معادية. العراق ليس لها علاقات دبلوماسية مع إسرائيل.

## أوروبا

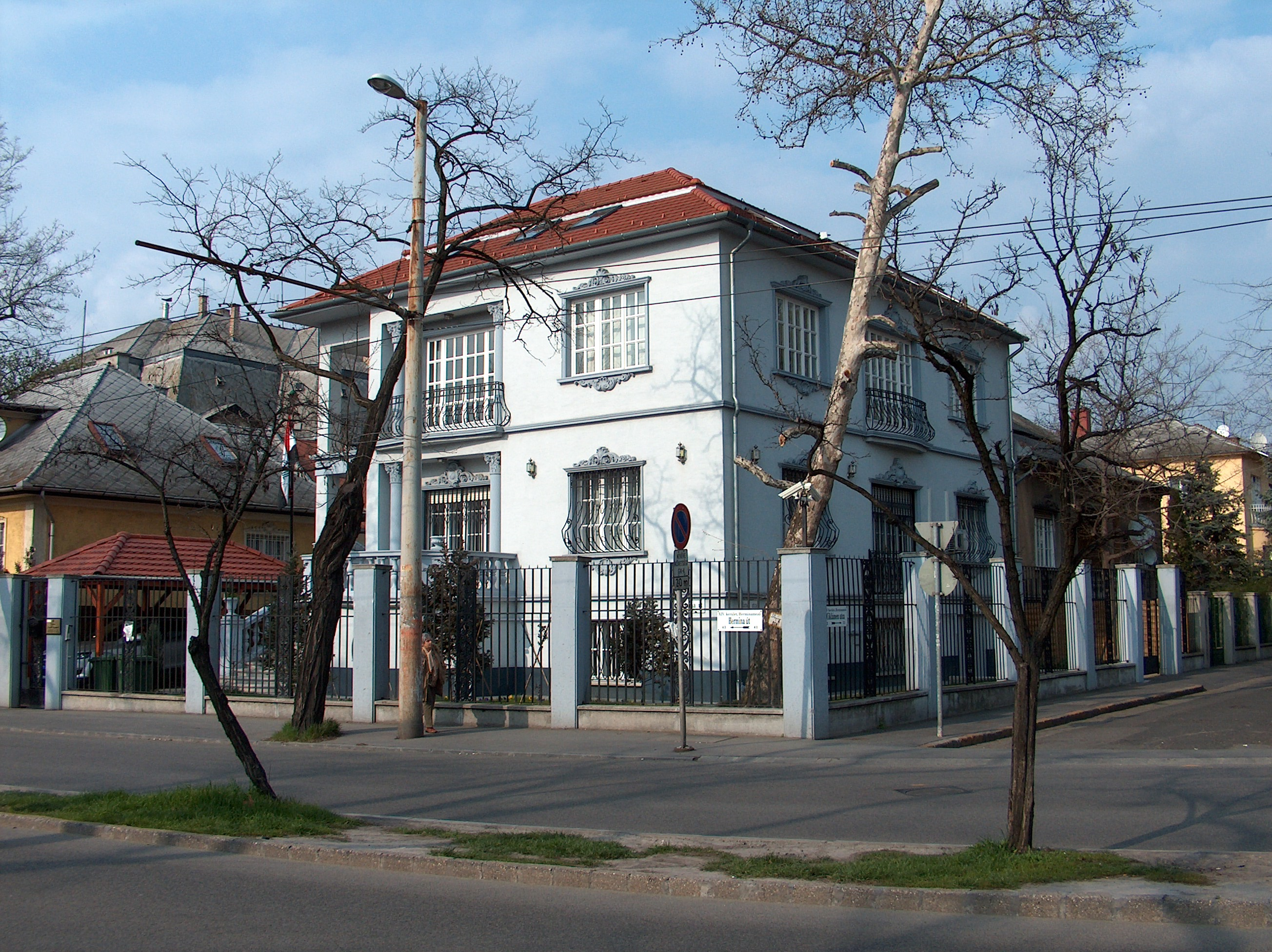
سفارة العراق في بودابست.

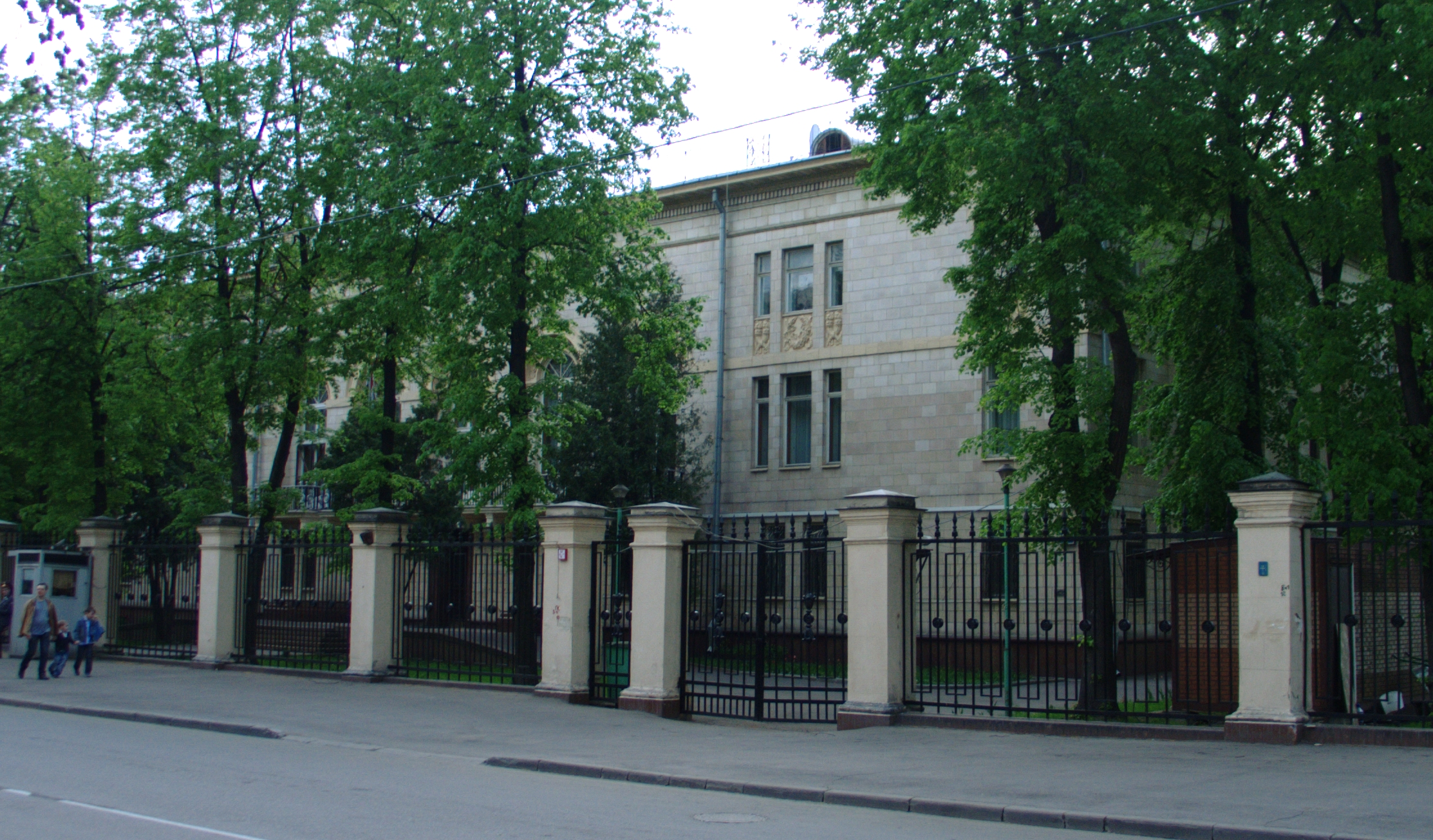
سفارة العراق في موسكو.

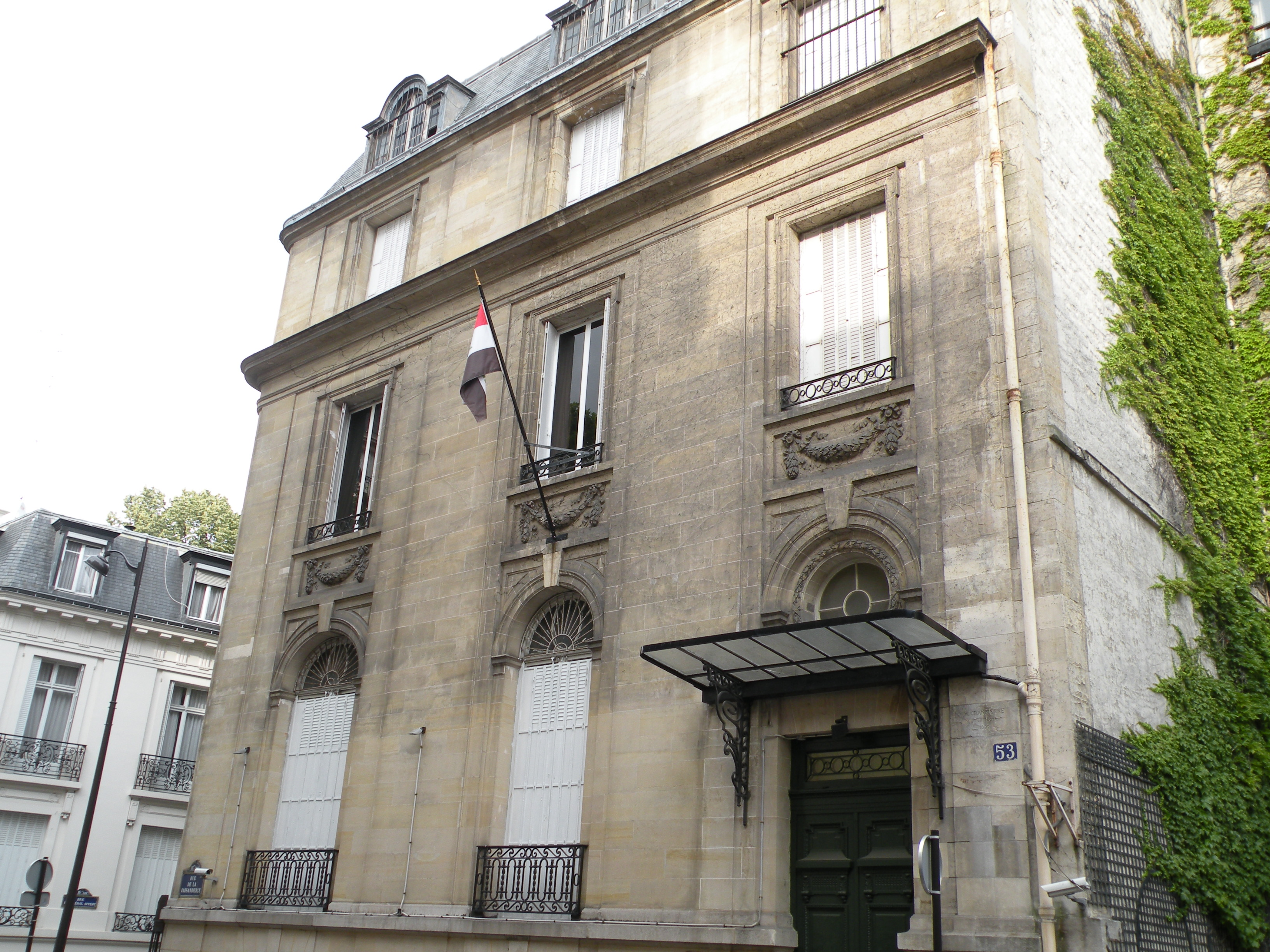
سفارة العراق في باريس.

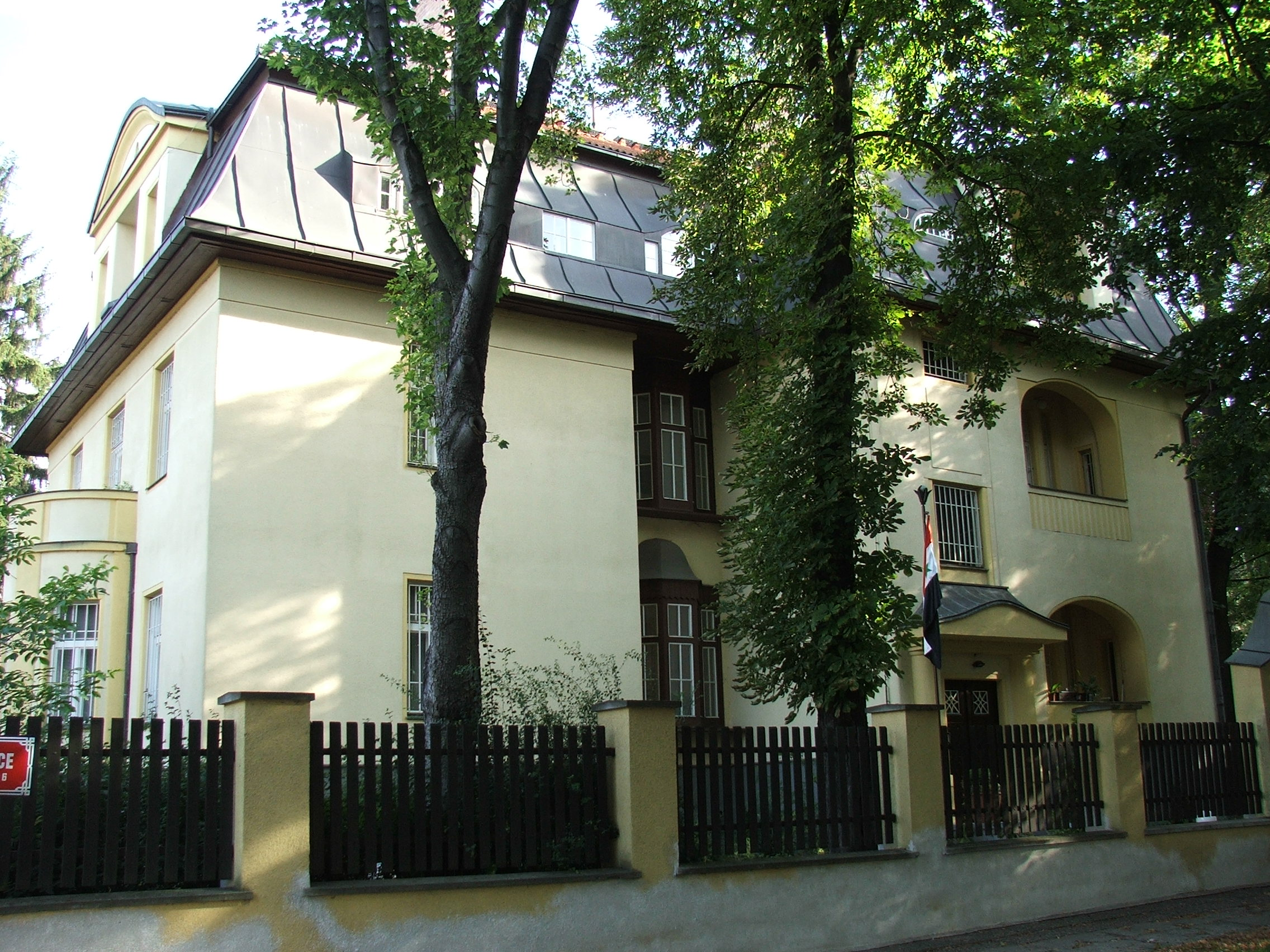
سفارة العراق في براغ.

- النمسا
  - فيينا (السفارة)
- بلجيكا
  - بروكسل (السفارة)
- بلغاريا
  - صوفيا (السفارة)
- التشيك
  - براغ (السفارة)
- الدنمارك
  - كوبنهاغن (السفارة)
- فنلندا
  - هلسنكي (السفارة)
- فرنسا
  - باريس (السفارة)
- جورجيا
  - تبليسي (السفارة)
- ألمانيا
  - برلين (السفارة)
  - فرانكفورت (القنصلية)
- اليونان
  - أثينا (السفارة)
- الكرسي الرسولي
  - روما (السفارة)
- المجر
  - بودابست (السفارة)
- إيطاليا
  - روما (السفارة)
- هولندا
  - لاهاي (السفارة)
- النرويج
  - أوسلو (السفارة)
- بولندا
  - وارسو (السفارة)
- البرتغال
  - لشبونة (السفارة)
- رومانيا
  - بوخارست (السفارة)
- روسيا
  - موسكو (السفارة)
- صربيا
  - بلغراد (السفارة)
- سلوفاكيا
  - براتيسلافا (السفارة)
- إسبانيا
  - مدريد (السفارة)
- السويد
  - ستوكهولم (السفارة)
- سويسرا
  - برن (السفارة)

- أوكرانيا
  - كييف (السفارة)
- ارمينيا
  - يريفان (السفارة)
- كرواتيا
  - زغرب (السفارة)
- ايرلندا
  - دبلن
- المملكة المتحدة
  - لندن (السفارة)
  - مانشستر (القنصلية)

## أمريكا الشمالية
- كندا
  - أوتاوا (السفارة)
  - مونتريال (القنصلية)
  - تورونتو (القنصلية)
- المكسيك
  - مكسيكو سيتي (السفارة)
- الولايات المتحدة
  - واشنطن العاصمة (السفارة)
  - ديترويت (القنصلية العامة)
  - لوس أنجلوس (القنصلية العامة)

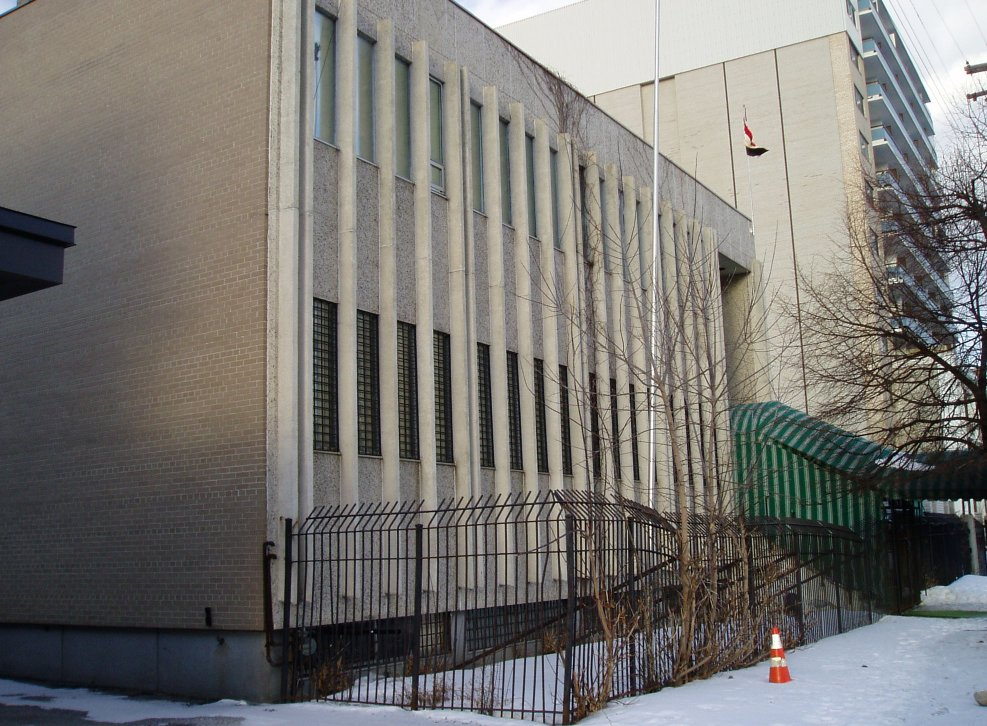
سفارة العراق في أوتاوا.

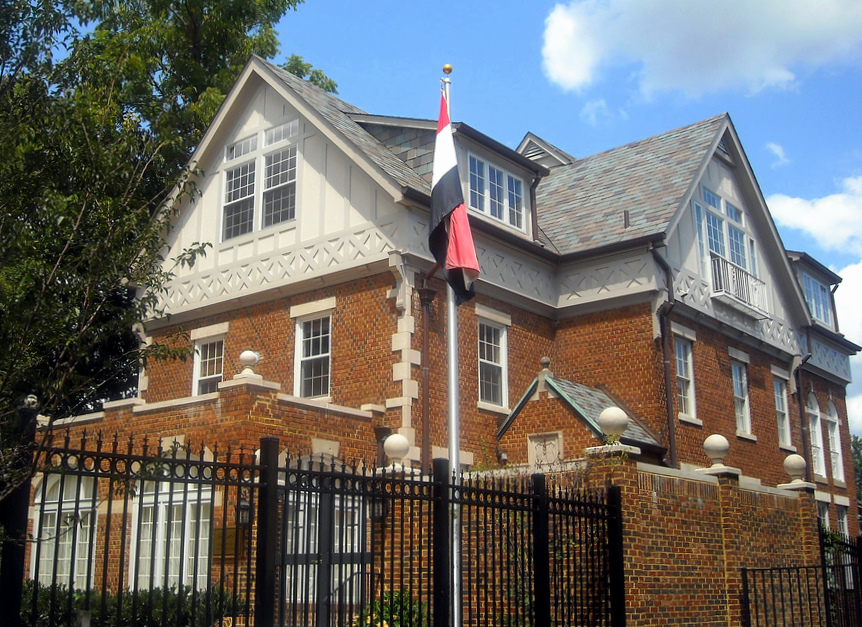
سفارة العراق في واشنطن العاصمة

  - نيويورك (البعثة الدائمة لدى الأمم المتحدة)
  - واشنطن العاصمة (القسم القنصلي و الثقافي)

## أمريكا الجنوبية
- البرازيل
  - برازيليا (السفارة)
- فنزويلا
  - كاراكاس (السفارة)

## إفريقيا
- الجزائر
  - الجزائر (السفارة)
- مصر
  - القاهرة (السفارة)
- كينيا
  - نيروبي (السفارة)
- ليبيا
  - طرابلس (السفارة)
- المغرب
  - الرباط (السفارة)
- نيجيريا
  - أبوجا (السفارة)
- السنغال
  - دكار (السفارة)
- جنوب إفريقيا
  - بريتوريا (السفارة)
- السودان
  - ولاية الخرطوم (السفارة)
- موريتانيا
  - نواكشوط (السفارة)
- تونس
  - تونس (السفارة)

## آسيا

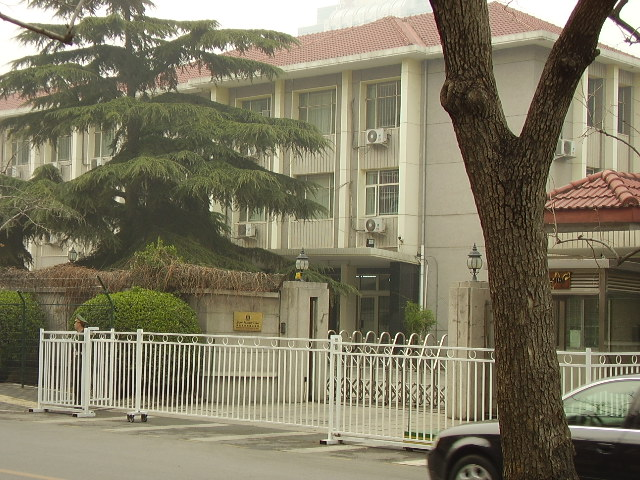
سفارة العراق في بكين

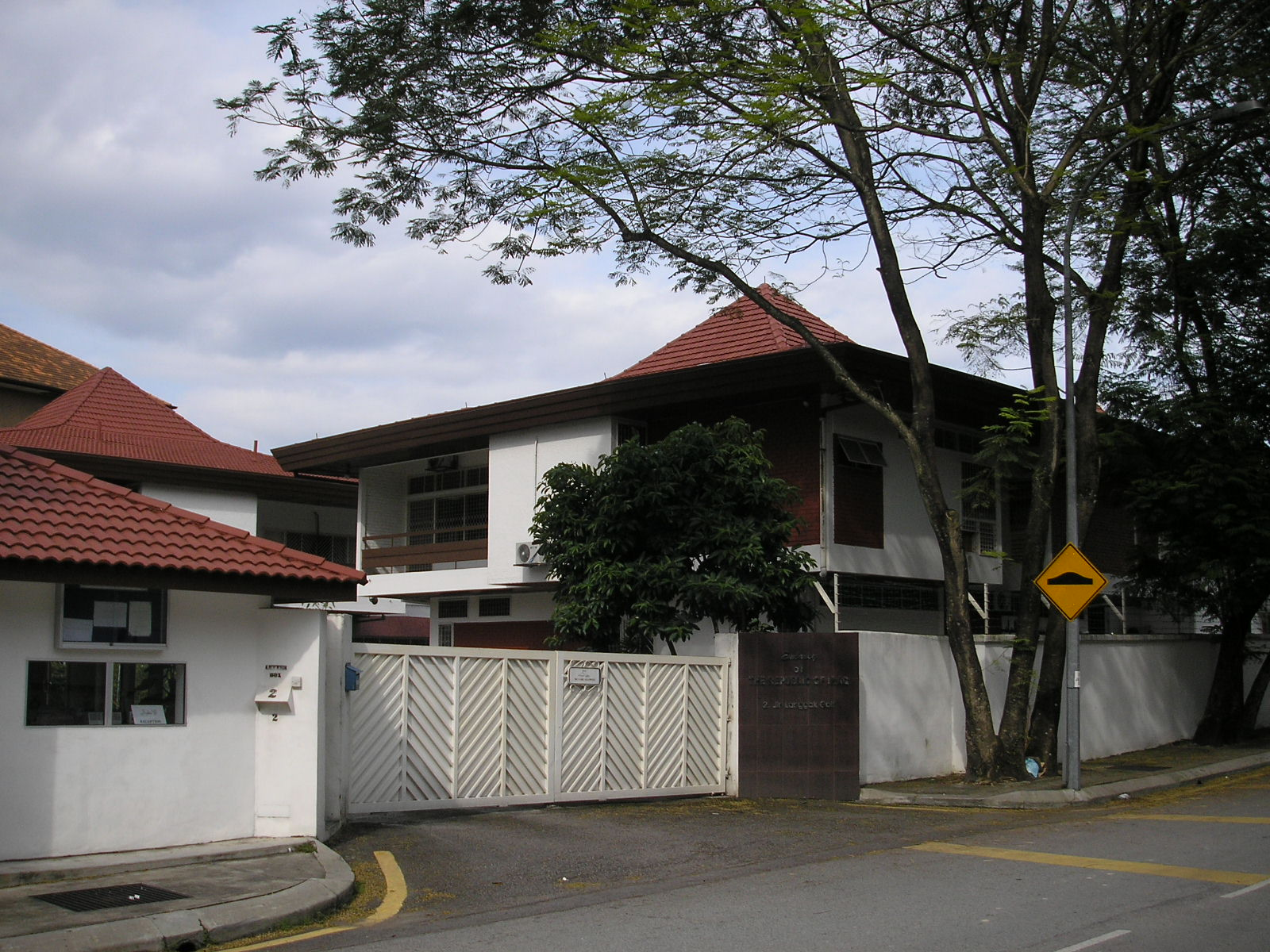
سفارة العراق في كولمبو

- أذربيجان
  - باكو (السفارة)
- بنغلاديش
  - دكا (السفارة)
- الصين
  - بكين (السفارة)
  - غوانجو (القنصلية)
- الهند
  - دلهي (السفارة)
  - مومباي (القنصلية)
- إندونيسيا
  - جاكرتا (السفارة)
- اليابان
  - طوكيو (السفارة)
- كازاخستان
  - أستانا (السفارة)
- ماليزيا
  - كوالالمبور (السفارة)
- باكستان
  - إسلام أباد (السفارة)
- الفلبين
  - مانيلا (السفارة)
- كوريا الجنوبية
  - سول (السفارة)
- سريلانكا
  - كولومبو (السفارة)
- تايلاند
  - بانكوك (السفارة)
- فيتنام
  - هانوي (السفارة)

### الشرق الأوسط

بناية سفارة العراق في البحرين

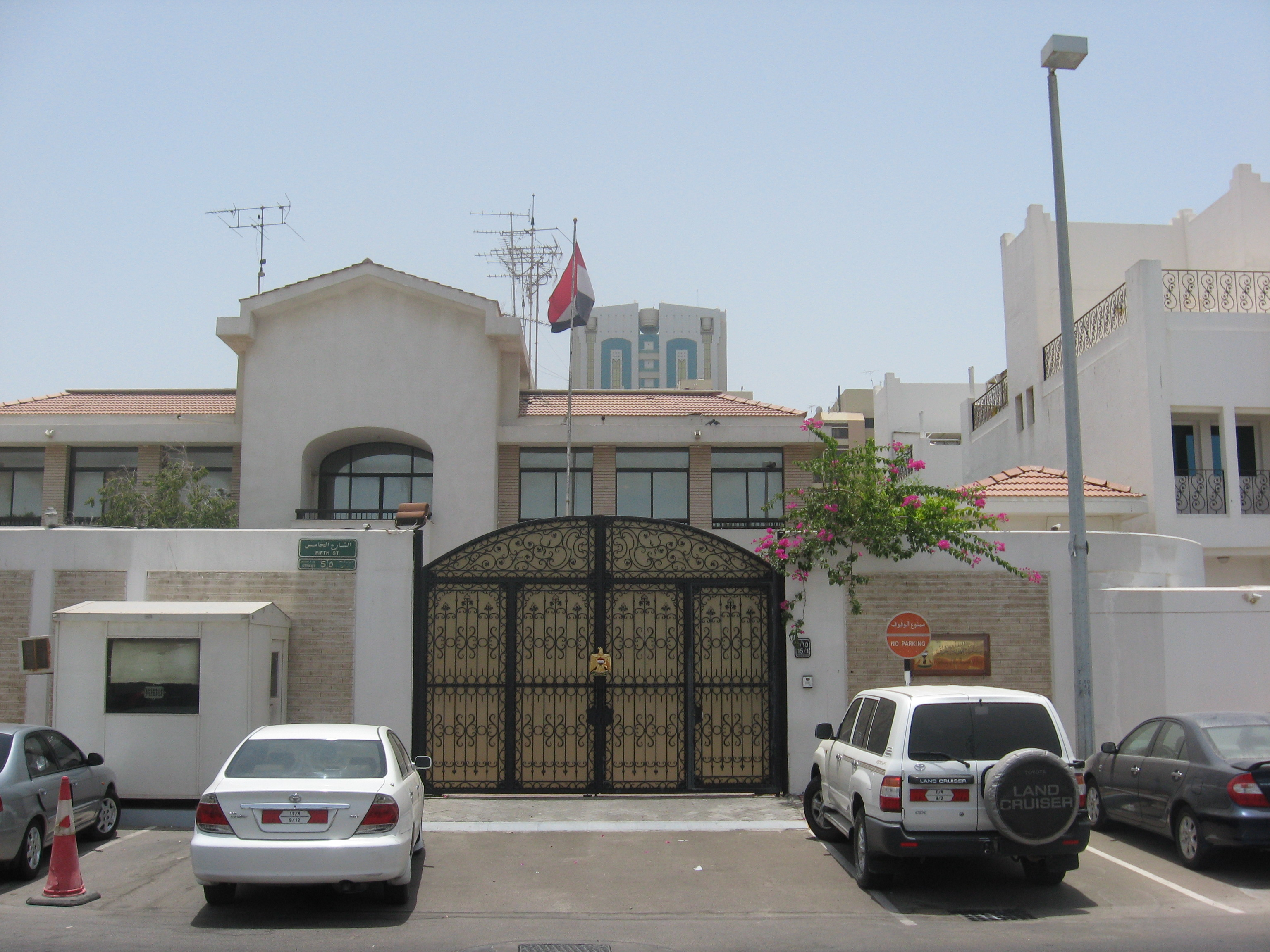
سفارة العراق في أبو ظبي

- البحرين
  - المنامة (السفارة)
- إيران
  - طهران (السفارة)
  - الأهواز (القنصلية)
  - كرمانشاه (القنصلية)
  - مشهد (القنصلية)
- الأردن
  - عمان (السفارة)
- الكويت
  - مدينة الكويت (السفارة)
- لبنان
  - بيروت (السفارة)
- سلطنة عمان
  - مسقط (السفارة)
- قطر
  - الدوحة (السفارة)
- السعودية
  - الرياض (السفارة)
  - جدة (القنصلية)
- سوريا
  - دمشق (السفارة)
- تركيا
  - أنقرة (السفارة)
  - إسطنبول (القنصلية)
  - عنتاب (القنصلية)
- الإمارات العربية المتحدة
  - أبو ظبي (السفارة)
  - دبي (القنصلية)
- اليمن
  - صنعاء (السفارة)

## أوقيانوسيا

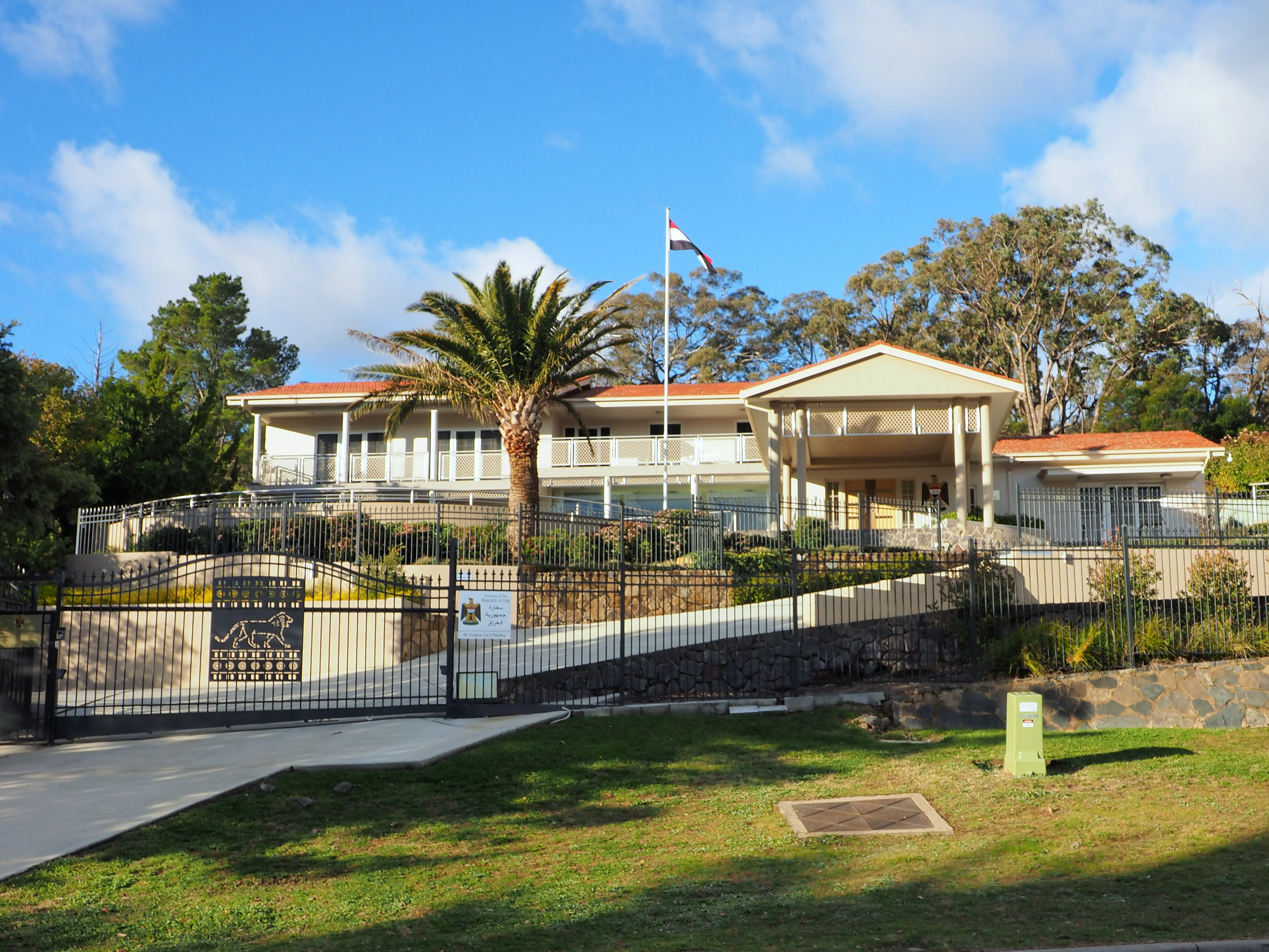
سفارة العراق في كانبرا

- أستراليا
  - كانبرا (السفارة)
  - سيدني (القنصلية)

## المنظمات المتعددة الأطراف
- - القاهرة (التمثيل الدائم جامعة الدول العربية)
  - جنيف (البعثة الدائمة لدى الأمم المتحدة والمنظمات الدولية الأخرى)
  - نيويورك (البعثة الدائمة لدى الأمم المتحدة)
  - باريس (البعثة الدائمة منظمة الأمم المتحدة للتربية والعلم والثقافة)

## البعثات الدبلوماسية غير المقيمة
- باربادوس (أوتاوا)
- كولومبيا (كاراكاس)
- بوروندي (نيروبي)
- تايلاند (كوالا لمبور)
- h